# Grotiusomyia flavicornis
Grotiusomyia flavicornis är en stekelart som beskrevs av Girault 1917. Grotiusomyia flavicornis ingår i släktet Grotiusomyia och familjen finglanssteklar. Inga underarter finns listade i Catalogue of Life.